# 莱奥巴尔
莱奥巴尔（法語：Léobard，法語發音：[leɔbaʁ]）是法国洛特省的一个市镇，位于该省西北部，和多尔多涅省接壤，属于古尔东区。

## 地理
莱奥巴尔（44°43'20"N, 1°18'36"E）面积10.3 平方千米，位于法国奧克西塔尼大區洛特省，该省份为法国西南部内陆省份，北起顺时针与科雷兹省、康塔爾省、阿韦龙省、塔恩-加龙省、洛特-加龍省和多尔多涅省接壤。
与莱奥巴尔接壤的市镇（或旧市镇、城区）包括：派里尼亚克、纳比拉、圣欧班德纳比拉、代加尼亚克、古尔东、萨尔维亚克。

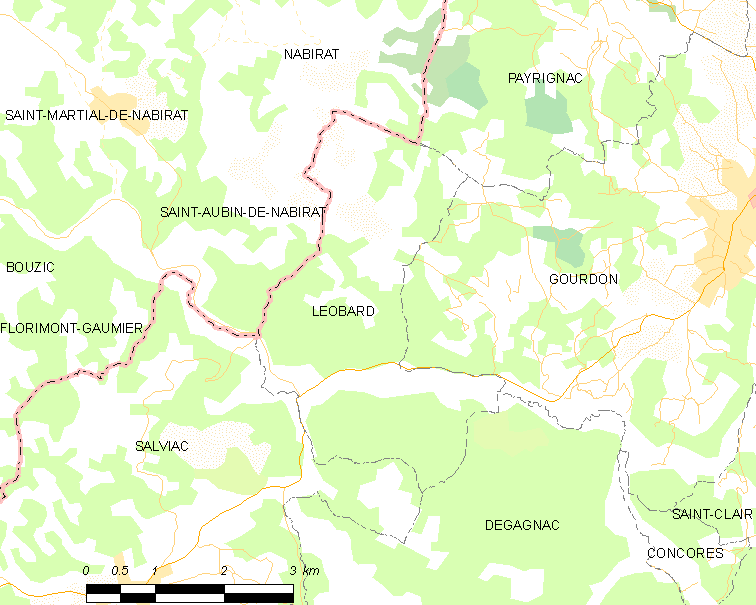
莱奥巴尔的OSM定位图

莱奥巴尔的时区为UTC+01:00、UTC+02:00（夏令时）。

## 行政
莱奥巴尔的邮政编码为46300，INSEE市镇编码为46169。

## 政治
莱奥巴尔所属的省级选区为古尔东县。

## 人口

1962-2008年间莱奥巴尔人口变化图示

莱奥巴尔于2022年1月1日时的人口数量为224人。